# Beurtvaart
Beurtvaart (dansk: turfart) var en form for sejlads med passagerer, fragt og kvæg der blev transporteret i henhold til en køreplan efter en faste rute. Det var den første offentlige transport i Nederlandene og var i lang tid bundet til godkendelser og regler, specielt af de lokale myndigheder. Ordet "beurt" (dansk: tur) betyder i denne forbindelse den faste sejlplan, som skipperene var nødt til at sejle efter.

## Historie
Beurtvaart opstod i det femtende århundrede, i kystnære områder i Holland. Der blev også etableret forbindelser med andre dele af Nederlandene, samt et par udenlandske byer. I de omkringliggende lande fandtes lignende tjenester, dog over kortere afstande. Men det var kun i Nederlandene i det syttende og attende århundrede, det blev til et stort og effektivt netværk.
I løbet af det nittende århundrede skete der store ændringer. Regeringen trak sig tilbage fra sektoren, opfindelser såsom dampmaskinen kom på markedet, og trafikken øgedes. I den første halvdel af det tyvende århundrede tog andre transportformer dog konstant markedsandele; især lastbiler viste at være meget konkurrencedygtige , og i slutningen af tresserne ophørte beurtvaarten i Nederlandene.
- Beurtskib med to master, tegning af Kikkert fra 1875
- Schietschuit og andre beurtskibe i Singel, Amsterdam, Nederlandene, af Reinier Nooms, circa 1657[2][3]
- Tegning af J. C. Greive af en beurtskib

## Funktioner
Beurtvaarts vigtigste egenskaber var:
- 'monopol': beurtvaarttjenester, havde eneret til en given rute til passagerer, kvæg og stykgods;
- sejlpligt: føreren var forpligtet til at sejle i henhold til en tidsplan; dette gjaldt uanset mængden af fragt og passagerer
- et system der bestemte hvornår og hvilken skipper skulle laste og sejle;
- priser og tidsplanen blev bestemt af byerne.

Yderligere blev der stillet krav til skippere på områder som erfaring, bopæl, adfærd m. m. Der blev også stillet krav til skibene med hensyn til størrelse, komfort for passagerer og udstyr, og endelig var der tilsyn med lastning, losning og tidsplaner.
Reglerne opstod ikke på én gang. I by efter by blev forbedringer tilføjet til systemet. Nye regler blev ofte etableret som følge af uklarheder og uregelmæssigheder. I løbet af det sekstende århundrede blev systemet i tilstrækkelig grad velordnet og udbredt over hele Nederlandene. Standardiseringen mht. faste tider og og priser begyndte at bære frugt omkring år 1600. Systemet garanterede købmænd og rejsende regelmæssigt og pålidelig transport til faste priser, mens de skipperene også ved mindre fragtmængder stadig havde en rimelig indtægt.
Beurtvaart var begrænset til passagerer, kvægbesætninger og last (og nogle gange blev post også medtaget). Bulkgods som byggematerialer, mange landbrugsprodukter, tørv og store partier kvæg, var reserveret for trampfart. Adskillelsen mellem de to systemer var ikke altid fejlfri, men det fungerede i århundreder.
En tredje form fandtes, hvor skipperen både var købmand og ejer af godset. I nogle byer ville denne sælger stadig være forpligtet at bruge beurtvaart til transport af varer. Til større partier, havde byens laug en reserveskib baghånden så at købmanden kunne leje det.
En markedsfærge var en beurtskib der kun sejlede når der var markeder.
Det var ofte, men ikke kun, floder og kanaler , der havde trafik af beurtvaart. Den travle IJ-floden, der på det tidspunkt var åbent vand, og Zuiderzee havde en central rolle i transport mellem Nord-, Øst - og Vest-Nederlandene. Også gennem de kystnære farvande i Zeeland til Flandern, og på Vadehavet var der beurtvaartforbindelser.
I midten af det attende århundrede anslog en iagttager, at der per uge i Amsterdam var omkring 800 afgange til 180 landingspladser i ind- og i udland. Ved udgangen af dette århundrede, havde 215 beurtskibe Amsterdam som deres hjemstavn, i tillæg til mange fra andre havne der sejlede til hovedstaden. Sejlplaner blev inkluderet i Enkhuizer Almanak.
En kilde nævner, at beurtvaart sammen med det indviklede netværk af vandveje nok var de væsentligste årsager til det fænomen, at der i Nederlandene ikke var én by, der efterhånden begyndte at dominere som havn som man ser i de omkringliggende lande.
- Anløbsbroer med beurtvaartskibe til det nybyggede De Ruijterkade, i Amsterdam i 1884
- skib af Stoombootmaatschappij Carsjens for sejltur på søerne, fortøjet til at Leiden, 1905
- Den Alkmaar Packet I i 1904

### International
Med forskellige udenlandske byer har der bestået overenskomster, såsom mellem Amsterdam og London (1611), Rouen (1611), Hamborg (1613), Dunkerque (1699) og Emden (1699). Duisburg havde i 1674 beurtvaartforbindelse ad Rhinen med Nijmegen og Amsterdam. Düsseldorf kom omkring 1700 med en konkurrencedygtig forbindelse til Nijmegen, og ikke længe efter åbnede der en forbindelse mellem denne by og Köln. Fra Haarlem sejlede der fra 1669 en båd hver 100 dage til Hamburg, efter 1701 hver uge.

### Det sydlige Nederlandene
Også i Flandern har der eksisteret beurtvaart, herunder forbindelser til byer i den nordlige del af Nederlandene. Men der er nu meget mindre data tilgængelige. I løbet af det sekstende århundrede udviklede Gent sig til centrum i et netværk af tjenester til blandt andet Aalst, Kortrijk, Mechelen, Tournai, Antwerpen, Lille og Armentiers.

### Plakater af rederierne
- Havne-Damper service af Zur Mühlen & Co., omkring 1890
- Deventer-Amsterdam, Stoomboot Reederij, 1900
- Rederiet Fop Smit, 1905
- H. Braakman & Co., 1907
- Schelde & Rupel, 1907
- Alkmaar Packet, 1913
- Holland-Friesland (Stanfries), 1915
- Reederij v/h-J. & A. van der Schuyt, før 1923

## I slutningen af det nittende århundrede: Beurtvaartrederier
I løbet af det nittende århundrede skete der store forandringer. Indførelsen af dampmaskinen havde vidtrækkende konsekvenser for al transport i Nederlandene. Det var dog ikke alle der havde succes. Almindelig beurtvaart med pramme fik konkurrence fra jernbane og dampskibsselskaber, mens diligence og trækpramme forsvandt så godt som helt. Liberalismen begyndte fra 1840 at spille en vigtig rolle i den nederlandske politik, hvilket resulterede i lovgivning for transportsektoren, som ændredes radikalt. Større rederier kom til at overtage de mindre, og der blev mindre og mindre blandet transport med passagerer, fragt og kvæg.

## Museum
Det Fries Scheepvaart Museum har en permanent udstilling om beurtvaart med blandt andet skibsmodeller og malerier, som "Lemster beurtman" øverst i denne artikel.
- Indlæst beurtskib i slusen i Lemmer, circa 1910
- Beurtskib af De Bruin i Enkhuizen, begyndelsen af det tyvende århundrede
- Groningen, Lopende Diep med Hunzeskibe, cirka 1925
- I 1980 i Lelystad udgravet vrag af et beurtskib fra begyndelsen af det syttende århundrede.[14] Forskellige billeder af udgravningen findes på Wikimedia Commons

## Literatuur
- Filarski, R. (2014); Tegen de stroom in. Binnenvaart en vaarwegen vanaf 1800, Utrecht. ISBN 9789053454770 (nederlandsk/hollandsk)
- Brouwer, P. en G. van Kesteren, m.m.v. A. Wiersma (2008); Berigt aan de heeren reizigers. 400 jaar openbaar vervoer in Nederland; Sdu uitgevers, Haag. ISBN 9789012114806. Kapitel 11 (Hoogtij van de stoomboot) online: sdu.nl (nederlandsk/hollandsk)
- Sepp, J. (1982); "De Beurtvaart", del af artikelenserien i: Spiegel der Zeilvaart, vol. 6, afsnit. 9, s. 47-53. Online her Arkiveret 2. april 2015 hos  Wayback Machine. (nederlandsk/hollandsk)
- Bakker, Th. (2011); Beurtvaarders, trekschuiten en overzetveren, online her (nederlandsk/hollandsk)
- Fuchs, J.M. (1955); De beurt is aan, mindebog "100 jaar rederij Van Swieten"; Wormerveer. (nederlandsk/hollandsk)